# بيل هايز (لاعب كرة قدم أمريكية)
بيل هايز (بالإنجليزية: Bill Hayes)‏ هو لاعب كرة قدم أمريكية أمريكي، ولد في 1 يونيو 1943 في درم في الولايات المتحدة.